# Municipi de Lejre
El municipi de Lejre és un municipi danès de la Regió de Sjælland que va ser creat l'1 de gener del 2007 com a part de la Reforma Municipal Danesa, integrant els antics municipis de Bramsnæs, Hvalsø i Lejre. El municipi és situat a l'illa de Sjælland, al sud del fiord de Roskilde, abastant una superfície de 240 km².
La ciutat més important i la seu administrativa del municipi és Kirke Hvalsø (3.935 habitants el 2009). Altres poblacions del municipi són:
- Ejby
- Englerup
- Gershøj
- Gevninge
- Herslev
- Kirke Hyllinge
- Kirke Såby
- Kirke Sonnerup
- Kyndeløse Sydmark
- Lejre
- Lyndby
- Øm
- Osted
- Sæby
- Torkilstrup
- Vester Såby

## Consell municipal
Resultats de les eleccions del 18 de novembre del 2009:
| Partit                      | vots | % vots |
| --------------------------- | ---- | ------ |
| Socialdemokratiet           | 3639 | 25,4   |
| Det Radikale Venstre        | 539  | 3,8    |
| Det Konservative Folkeparti | 1408 | 9,8    |
| Socialistisk Folkeparti     | 3201 | 22,4   |
| Dansk Folkeparti            | 970  | 6.8    |
| Venstre                     | 4550 | 31,8   |

### Alcaldes
| Alcalde         | Període               | Partit                  |
| --------------- | --------------------- | ----------------------- |
| Flemming Jensen | 1-1-2007 a 31-12-2009 | Venstre                 |
| Mette Touborg   | 1-1-2010 a 31-12-2013 | Socialistisk Folkeparti |